# 古田悦造
古田 悦造（ふるた えつぞう、1950年6月22日 - 2022年9月5日）は、日本の地理学者。専門は歴史地理学。東京学芸大学名誉教授。

## 略歴
愛知県名古屋市生まれ。都留文科大学卒業。1976年（昭和51年）東京学芸大学大学院教育学研究科修士課程修了。修士論文は「「近海捕鯨漁村」の変貌」。筑波大学大学院歴史人類学研究科修了。「近世関東における魚肥流通の地域的展開」により、1987年（昭和62年）3月に筑波大学より文学博士号を授与される。
2016年に国立大学法人東京学芸大学を退職。人文社会科学群日本研究教室所属。
2022年9月5日、死去。72歳没。死没日付をもって正四位に叙され、瑞宝中綬章を追贈された。

## 研究課題
日本の近代化過程における魚肥流通の地域構造。大韓民国における海岸開発の変質構造。

## 所属学会
- 日本地理学会
- 人文地理学会
- 歴史地理学会
- 日本地理教育学会
- 韓國文化歴史地理学會

## 著書
- 古田悦造『近世魚肥流通の地域的展開』古今書院（原著1996/3/1）。ISBN 978-4772216586。
- 有薗正一郎、小野寺淳、遠藤匡俊、古田悦造『歴史地理調査ハンドブック』古今書院（原著2001/5/1）。ISBN 978-4772215671。
- 矢ケ崎典隆、加賀美雅弘、古田悦造『地誌学概論』朝倉書店（原著2007/4/25）。ISBN 978-4254168181。
- 古田悦造『多摩地域の歴史地誌 : 水と生活』之潮（原著2016/3/20）。ISBN 978-4902695281。

## 論文等
- 上野和彦・高橋日出男編(2007)『日本の諸地域を調べる』古今書店
- 古田悦造(2004)大学周辺の玉川上水を歩く『武蔵野の自然と文化　キャンパス周辺散策ガイド』227-243頁
- 古い民家を調べる『身近な地域を調べる』古今書院 2002
- 漁村における方位認識(共著)『方位と風土』古今書院 1994
- 肥料と風土『日本の風土と文化』古今書院 1991